# Эпидемия
Эпиде́мия (лат. epidemia, греч. επιδημία — «распространённый в народе», от ἐπι — на, среди и δῆμος — народ) — прогрессирующее распространение заболевания среди людей, значительно превышающее обычно регистрируемый на данной территории уровень заболеваемости и способное стать причиной чрезвычайных ситуаций. Многие медицинские ведомства рассчитывают собственные эпидемические пороги для обычных заболеваний, исходя из среднестатистического уровня этого заболевания в течение многих лет.
Раздел медицины, изучающий эпидемии и методы борьбы с ними, — эпидемиология. Она изучает эпидемии как инфекционных, так и неинфекционных заболеваний.

## Эпидемический процесс
Эпидемический процесс заключается в непрерывной передаче заболевания (в случае инфекционного заболевания — возбудителя инфекции) в популяции. Иначе говоря, для возникновения эпидемического процесса необходимы три фактора (или условия):
- источник возбудителя инфекционного процесса или причины неинфекционного заболевания;
- механизмы передачи;
- восприимчивые к заболеванию люди (или вообще живые организмы: животные, растения).

На возникновение и течение эпидемий влияют как процессы, протекающие в природных условиях (природная очаговость, эпизоотии и т. п.), так и социальные факторы (коммунальное благоустройство, бытовые условия, состояние здравоохранения и др.).
Инфекции, источниками которых является только человек, являются антропонозами, источниками которых являются и человек, и животные, — антропозоонозами.
При всех инфекционных заболеваниях от момента заражения до появления первых видимых признаков заболевания проходит определённое время, называемое инкубационным периодом. Длительность этого периода при различных инфекциях неодинакова — от нескольких часов до нескольких лет.

## Механизмы передачи возбудителя инфекции
В зависимости от характера заболевания основными механизмами передачи возбудителя инфекции во время эпидемии могут быть:
- фекально-оральный (реализуется через водный, пищевой или контактно-бытовой путь) (например, при дизентерии и брюшном тифе);
- воздушно-капельный (например, при гриппе);
- трансмиссивный (при малярии и сыпном тифе);
- контактный (при ВИЧ-инфекции, бешенстве).

Иногда играют роль несколько механизмов передачи возбудителя инфекции. От того, каким путём он проник в организм человека, будет зависеть течение инфекционной болезни. Например, весьма различны лёгочная, кишечная и кожно-бубонная форма чумы или сибирской язвы.
Инфекционные факторы могут быть также факторами риска неинфекционных заболеваний.

## Крупнейшие эпидемии
- «Юстинианова чума» (551—580), которая возникла в Восточной Римской империи и охватила весь Ближний Восток. От этой эпидемии погибло около 100 млн человек.
- «Чёрная смерть» — эпидемия как бубонной, так и лёгочной чумы, прокатившаяся по средневековой Европе в XIV веке. Унесла жизни 100—200 миллионов человек.
- «Испанский грипп» («испанка») — в результате эпидемии после Первой мировой войны было заражено более 550 млн человек, или 30 % населения планеты[6]. Умерло приблизительно 50—100 млн человек, или 2,7—5,3 % населения Земли[7], что позволяет считать эту эпидемию одной из наиболее масштабных катастроф в истории человечества[8][9][10][11]. Таким образом, летальность среди заражённых составила 10—20 %.
- «Пандемия COVID-19» — пандемия из-за распространения коронавируса SARS-CoV-2[12]. Вспышка заболеваемости вирусом впервые была зафиксирована в Ухане, Китай, в декабре 2019 года[13][14][15]. 30 января 2020 года Всемирная организация здравоохранения (ВОЗ) объявила эту вспышку чрезвычайной ситуацией в области общественного здравоохранения, имеющей международное значение, а 11 марта — пандемией[16][17]. По состоянию на январь 2025 года зарегистрировано свыше 777 миллионов случаев заболевания по всему миру[18]; подтверждено более 7 млн летальных исходов заболевания[19], что делает пандемию COVID-19 одной из самых смертоносных в истории[20].

| Данный термин входит в следующую группу терминов: |               |               |                 |
|                                                   | -деми-        | -зоо-         | -фито-          |
| Эн-                                               | Эндемия       | Энзоотия      | Энфитотия       |
| Эпи-                                              | Эпидемия      | Эпизоотия     | Эпифитотия      |
| Эпи-…-логия                                       | Эпидемиология | Эпизоотология | Эпифитотиология |
| Пан-                                              | Пандемия      | Панзоотия     | Панфитотия      |

## Эпидемии с невыясненнойэтиологией
Инфекционные агенты некоторых эпидемий остались невыясненными: например, нет достоверных сведений о возбудителе прокатившейся по Европе в XVI веке волне болезни, получившей название «английская потливая горячка», или «английский пот»..